# Nehalennia (gudinna)

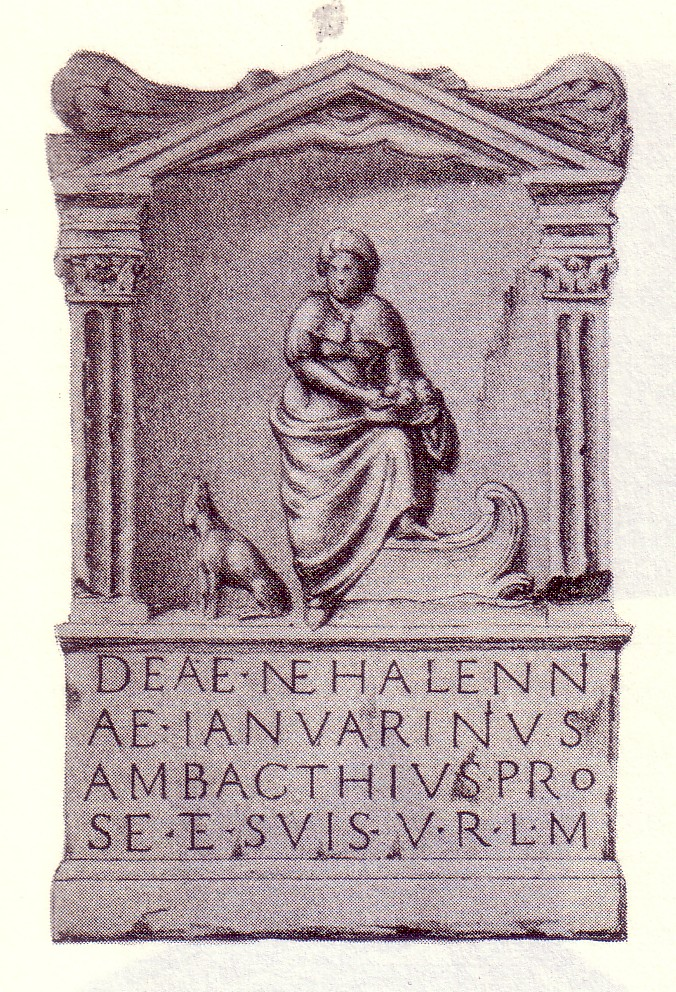
Altare till Nehalennia från Domburg

Nehalennia var en lokal germansk eller möjligen keltisk gudinna. Hon var sjöfartens och handelns gudinna. 
Nehalennia var beskyddare för sjömän och handelsresande, och de offrade till henne för att försäkra sig om en god resa över Nordsjön till England. Hon avbildades ofta sittande, med föremål associerade med sjöfart, och en hund vid sina fötter. 
Votivstenar, altare och rester efter tempel vigda till gudinnan Nehalennia har hittats på halvön Walcheren i Nederländerna. Halvön var bebodd under romartiden och Domburg var dess viktigaste handelsplats; det antas att Domburg på den tiden hette Walacria. Det kan ha funnits åtminstone tre tempel till henne på Zeeland i Nederländerna. Hon var en lokal gudinna, men pilgrimer besökte hennes tempel från nuvarande Frankrike och Tyskland.
Forskaren Hilda Ellis Davidson  tror att Nehalennia och Idun kan ha en koppling. Det finns teorier om att Nehalennia kan ha varit en av Vanerna. 